# Juan Miguel Mercado
Pour les articles homonymes, voir Mercado.

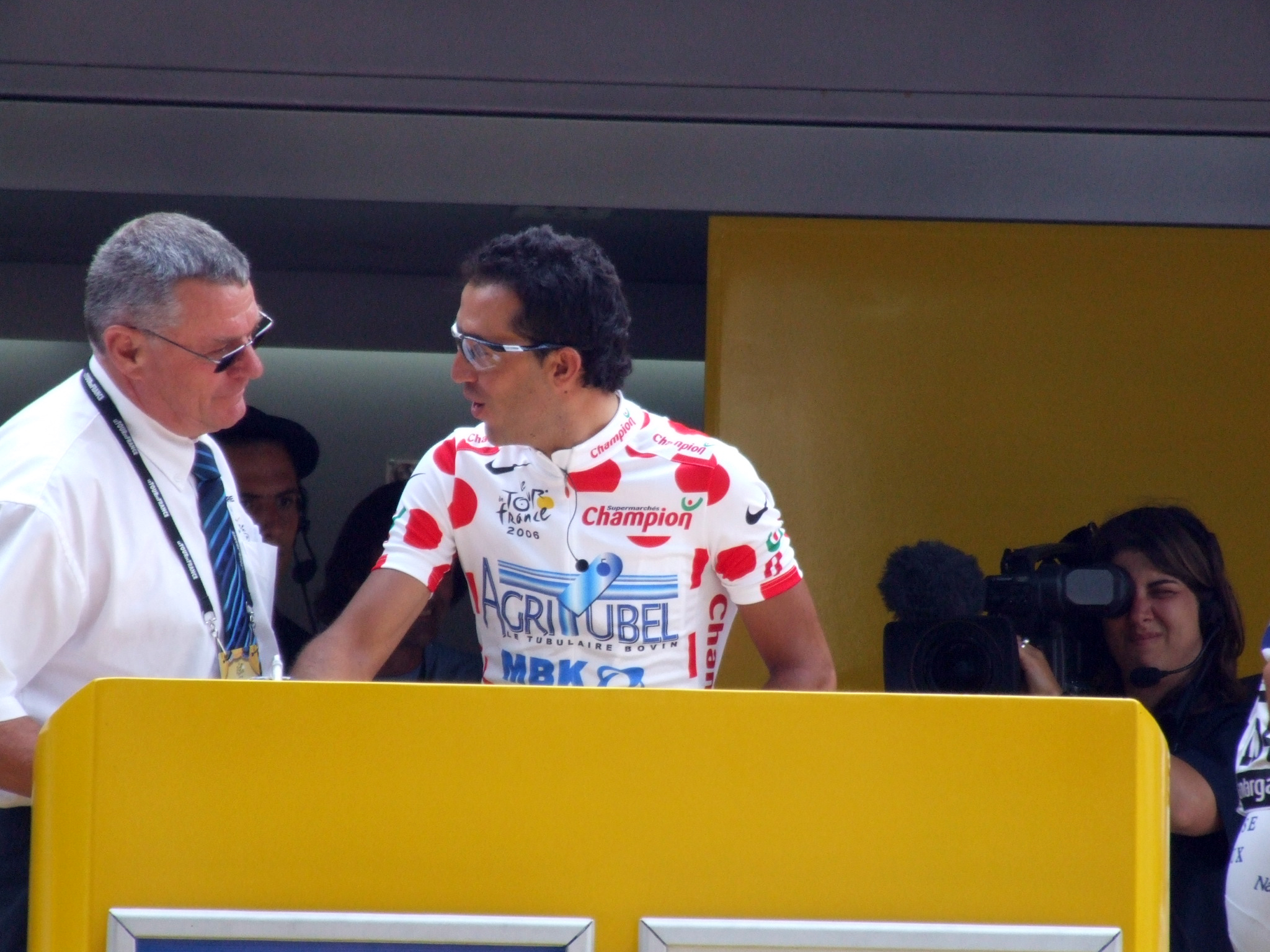
Juan Miguel Mercado.

Juan Miguel Mercado, né le 8 juillet 1978 à Grenade, est un coureur cycliste espagnol. Professionnel de 1998 à 2007, il a notamment remporté deux étapes du Tour de France, en 2004 et 2006, une étape du Tour d'Espagne 2001, ainsi que le Tour de Burgos en 2001, et la Semaine catalane et le Tour de Castille-et-León en 2002.

## Biographie
Il passe professionnel en 1998 chez Vitalicio Seguros (1998-2000). Il porte ensuite les couleurs d'Ibanesto.com (anciennement Banesto) (2001-2003), de Quick Step (2004-2005) puis d'Agritubel (2006). Il compte 14 victoires individuelles chez les professionnels au 12 juillet 2006.

## Palmarès
- 1999
  - 3e du Mémorial Manuel Galera
- 2000
  - 3e du Tour de Galice
- 2001
  - 3e étape du Tour de l'Alentejo
  - 4e étape du Tour du Portugal (contre-la-montre par équipes)
  - Tour de Burgos :
    - Classement général
    - 2e étape

  - 5e étape du Tour d'Espagne
  - 2e de la Clásica a los Puertos
  - 3e du Tour du Portugal
  - 5e du Tour d'Espagne
- 2002
  - Classement général de la Semaine catalane
  - Tour de Castille-et-León :
    - Classement général
    - 4e étape
- 2003
  - 6e étape du Critérium du Dauphiné libéré
  - Clásica a los Puertos
  - 2e du Tour des Asturies
  - 7e du Critérium du Dauphiné libéré
- 2004
  - 3e étape du Tour du Trentin
  - 18e étape du Tour de France
  - 5e du Critérium du Dauphiné libéré
- 2005
  - Tour d'Autriche :
    - Classement général
    - 2e étape

  - 9e du Tour d'Espagne
- 2006
  - 10e étape du Tour de France

## Résultats sur les grands tours

### Tour de France
4 participations
- 2003 : 36e
- 2004 : 37e, vainqueur de la 18e étape
- 2006 : abandon (17e étape), vainqueur de la 10e étape
- 2007 : 80e

### Tour d'Espagne
4 participations
- 2001 : 5e, vainqueur de la 5e étape
- 2002 : non-partant (13e étape)
- 2003 : 56e
- 2005 : 10e